# Lista de ilhas da Suécia

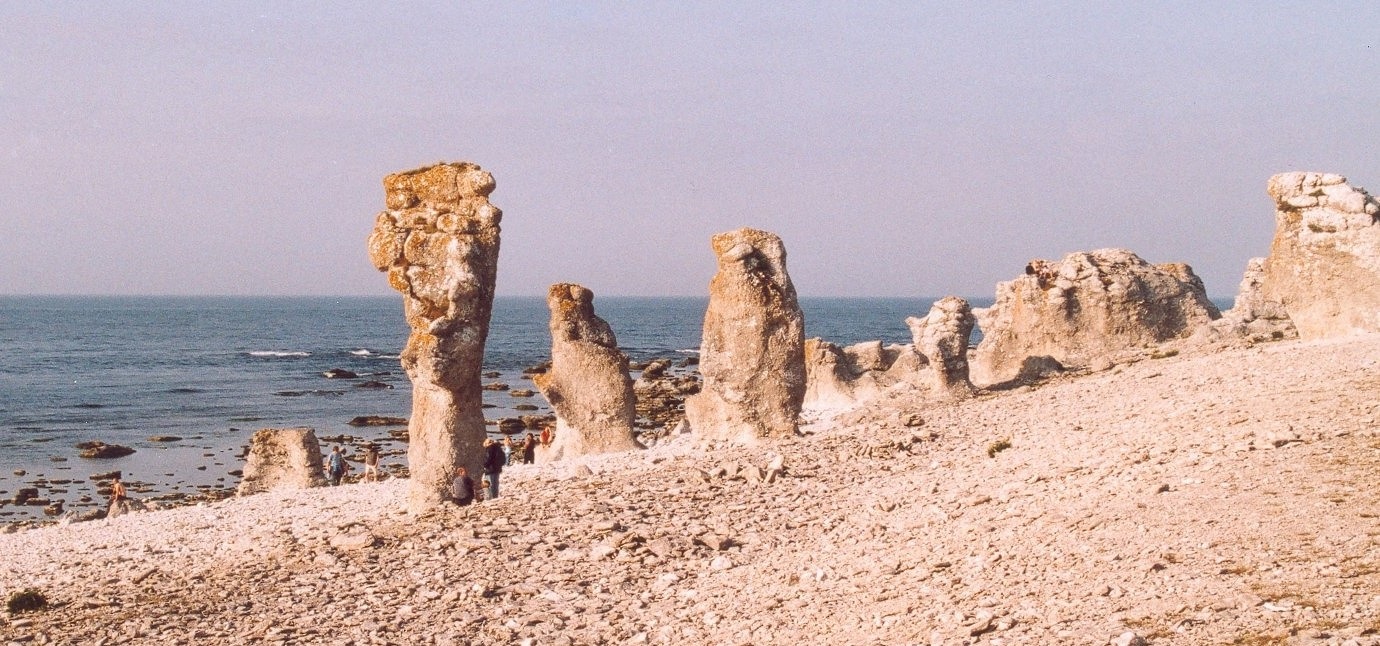
Gotlândia

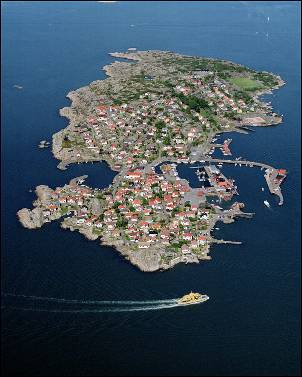
Källö-Knippla

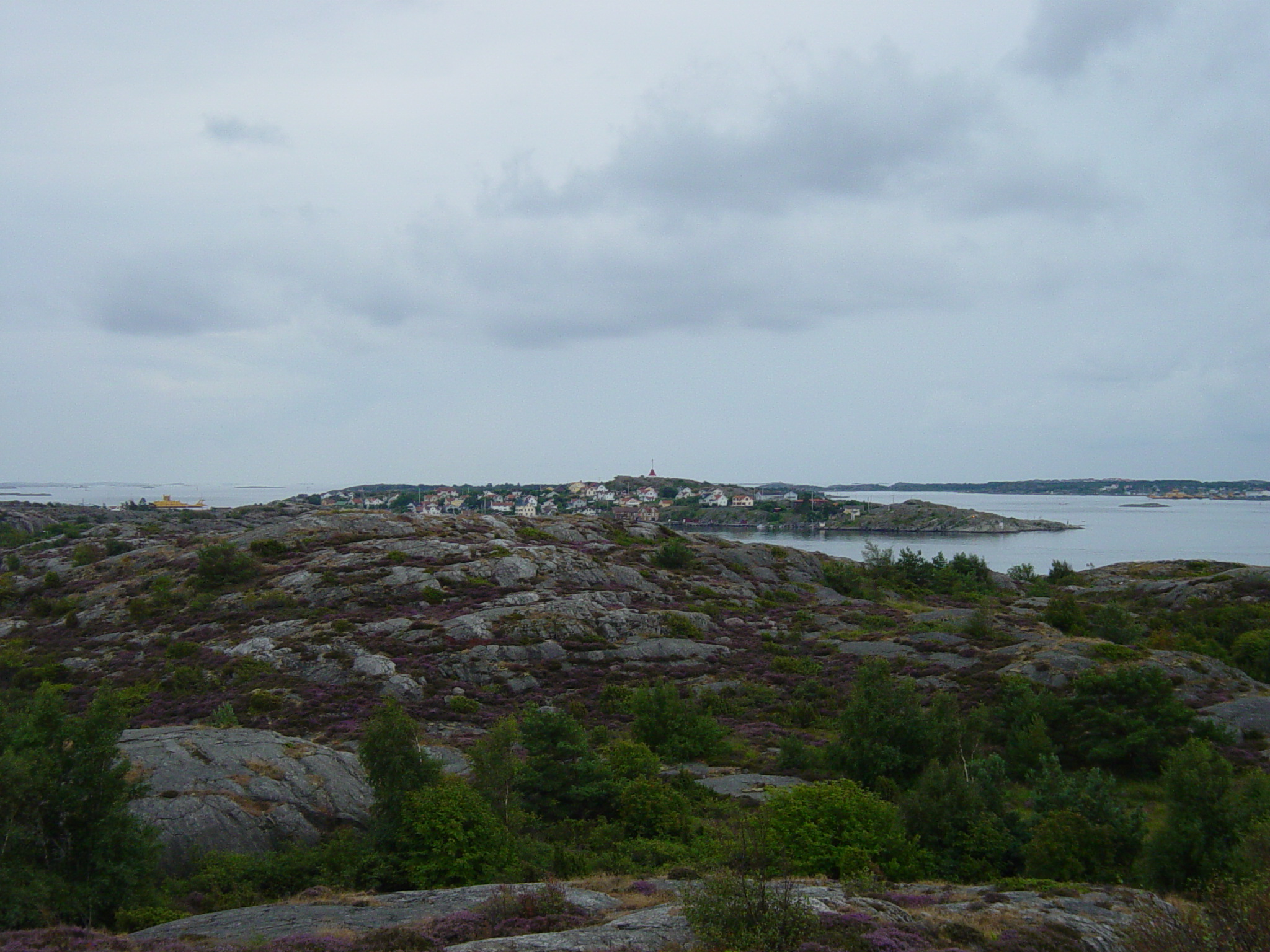
Björkö

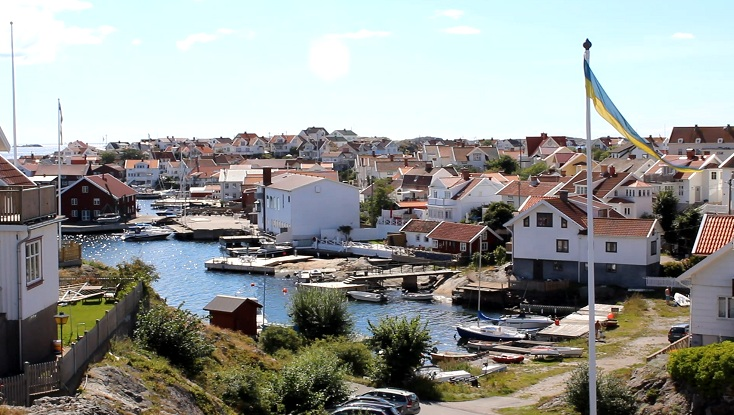
Klädesholmen

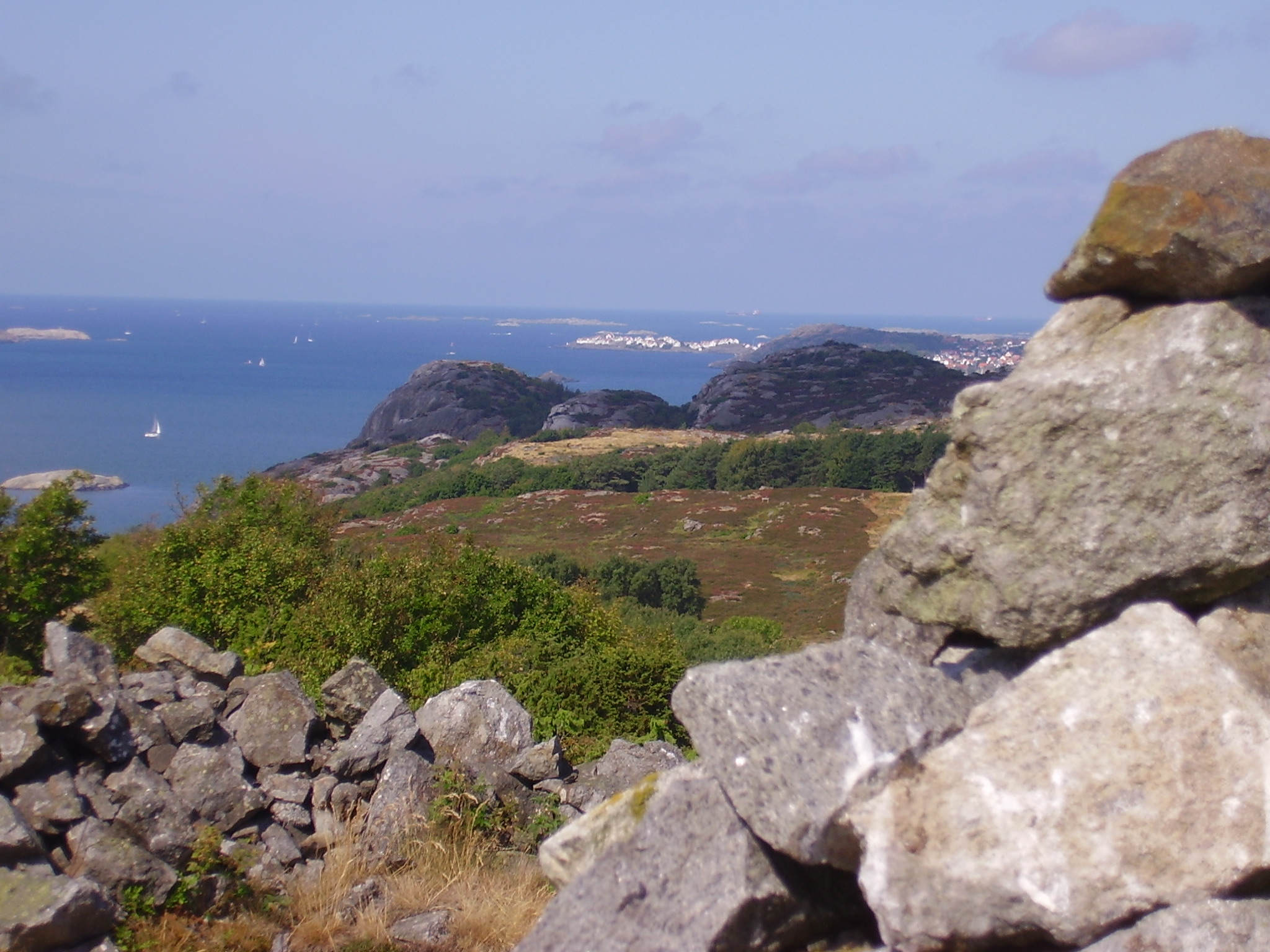
Älgön

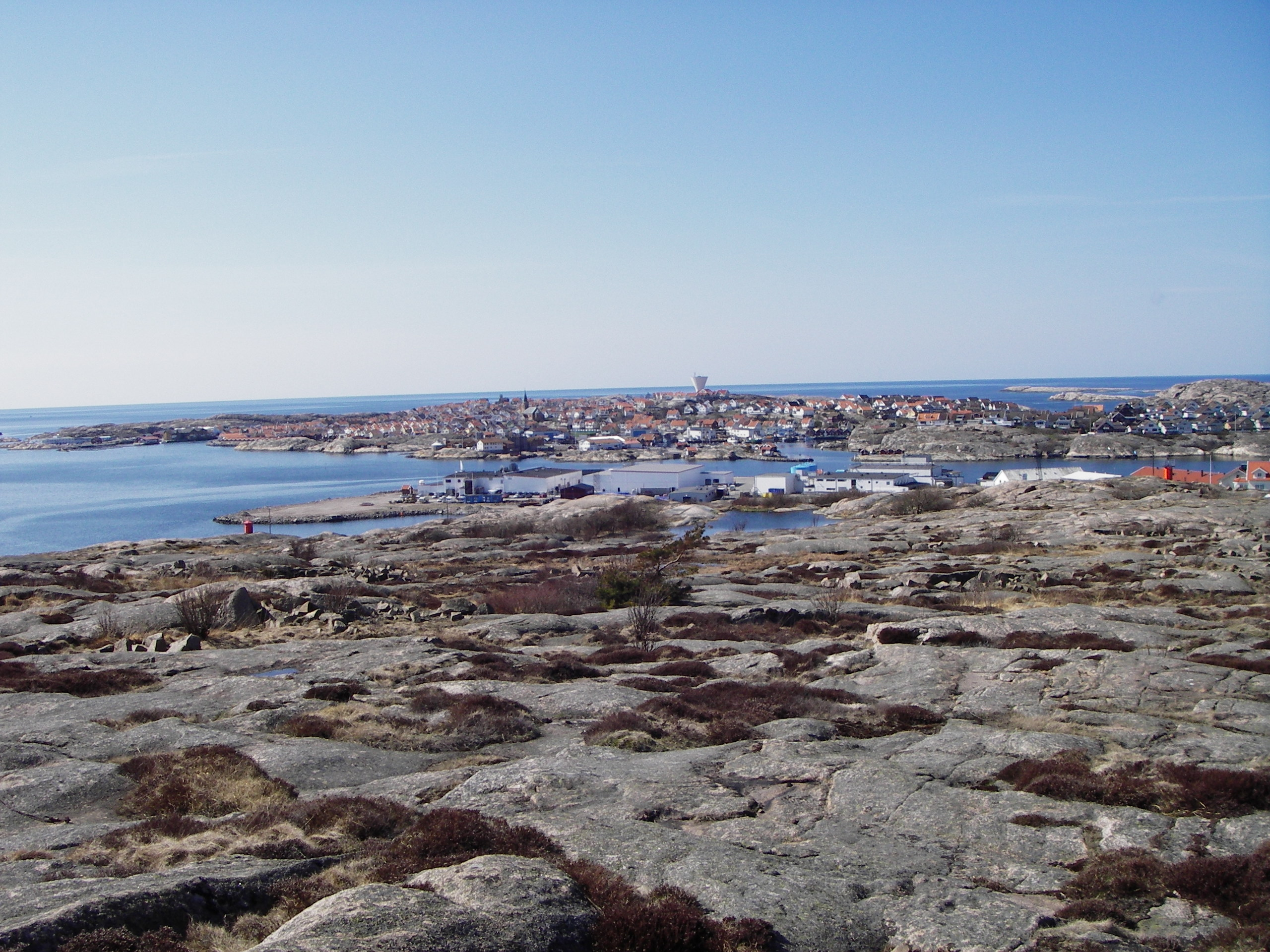
Smögen

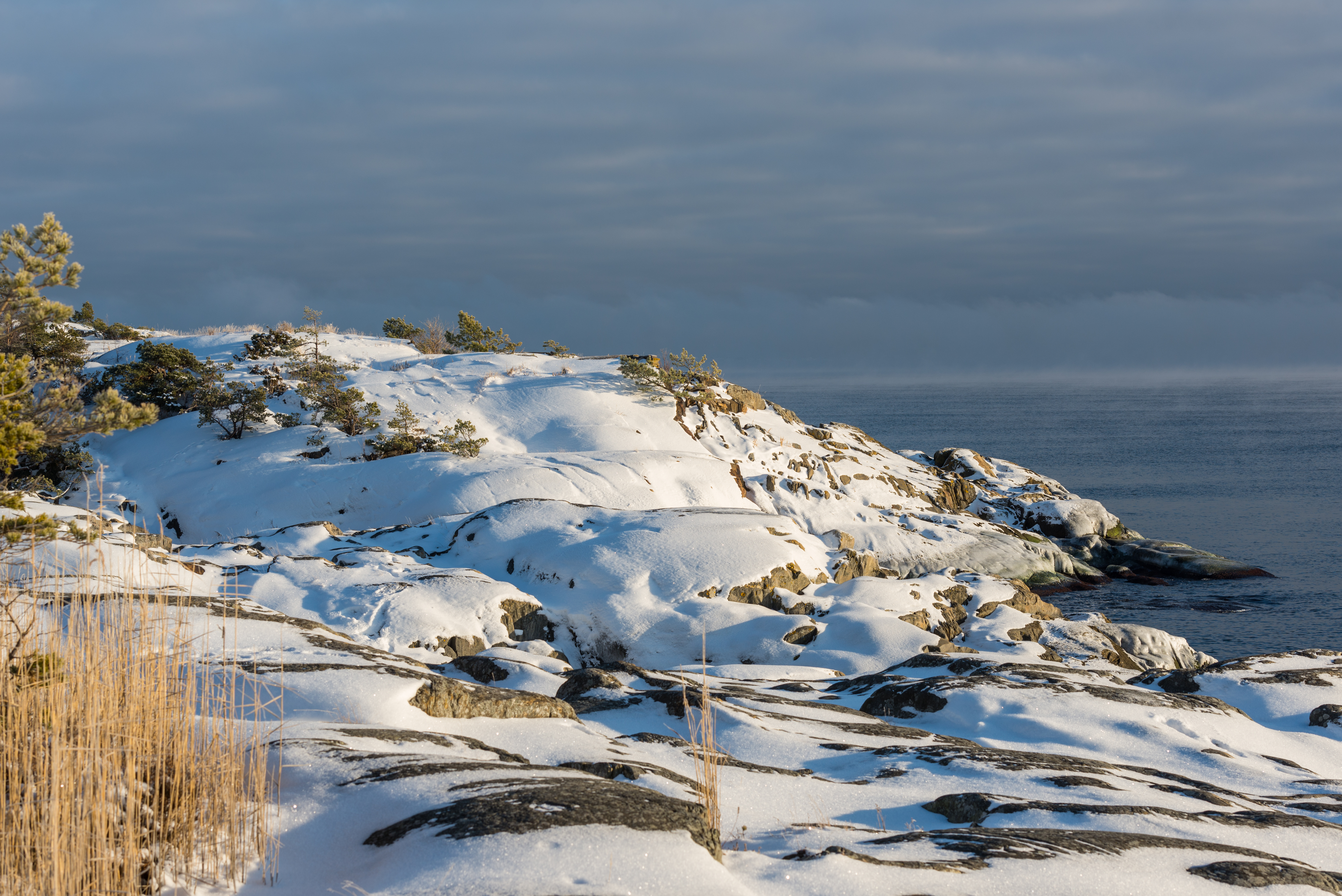
Utö

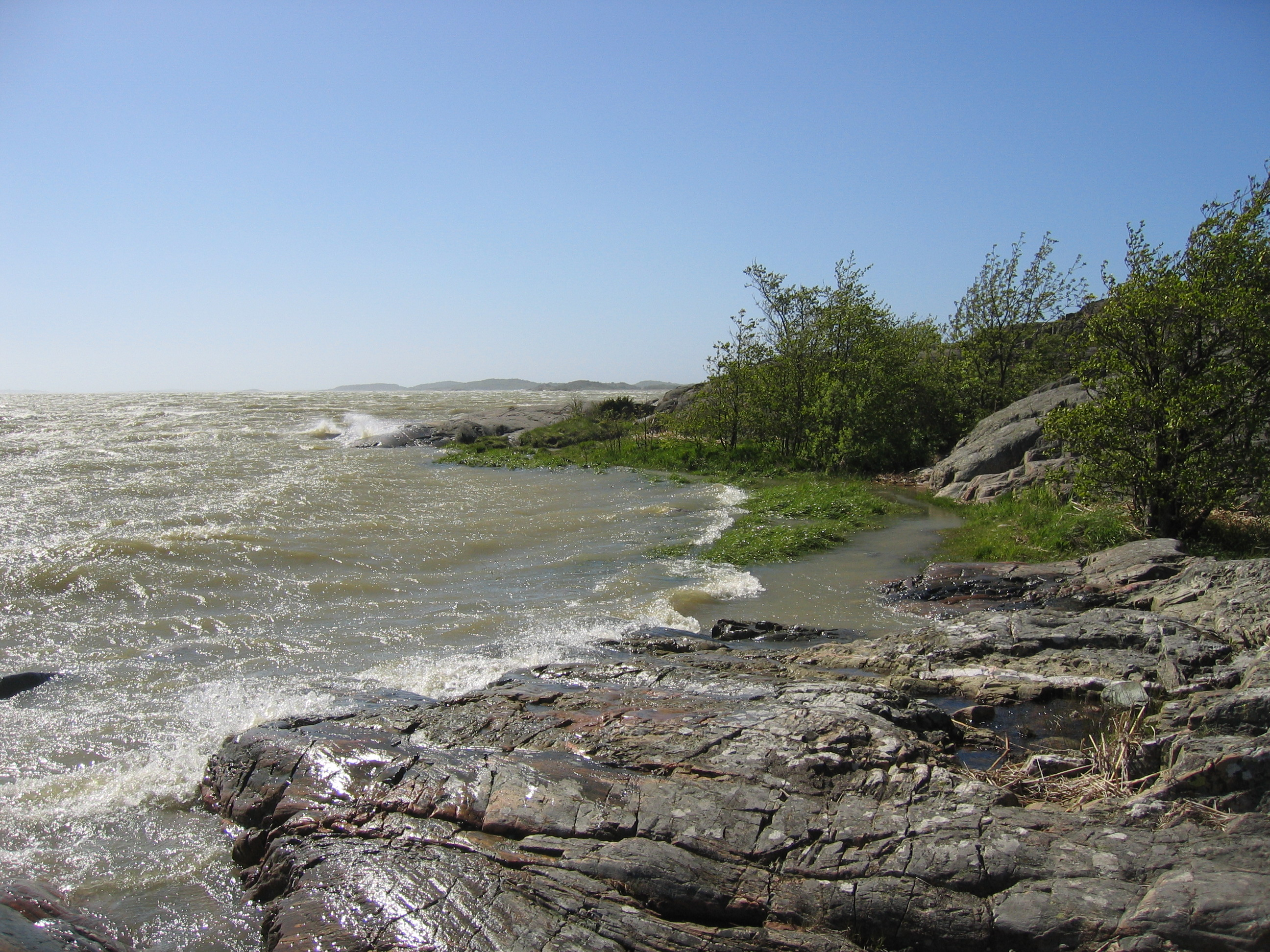
Hisingen

Existem cerca de 221 800 ilhas na Suécia - das quais 98 400 em mares e 123 400 em lagos e rios, ocupando 2,6% da superfície total do país.
593 destas ilhas têm uma área superior a 1 km2, enquanto umas 150 000 têm menos de 1 000 m2.
1 145 têm uma populção permanente, e 7 032 uma população periódica.
103 ilhas marítimas e 10 ilhas lacustres - com mais de 15 habitantes - não têm ligação à terra firme.

Dez municípios - Ekerö, Värmdö, Lidingö, Mörbylånga, Borgholm, Gotland, Öckerö, Tjörn, Orust e Hammarö - são constituídos exclusivamente por ilhas.
Dois municípios – Norrtälje e Värmdö – tem 11 000 ilhas cada um.

## As 50 maiores ilhas da Suécia
FONTE: Instituto Nacional de Estatística da Suécia (SCB) - De 50 största öarna (As 50 maiores ilhas) 
1. Gotlândia, 2 994 km2
2. Olândia, 1 347 km2
3. Södertörn-Nacka,	1 206 km2
4. Orust, 345 km2
5. Hisingen, 198 km2
6. Värmdö, 181 km2
7. Tjörn, 147 km2
8. Väddö och Björkö, 127 km2
9. Fårö, 113 km2
10. Selaön, 94 km2
11. Gräsö, 93 km2
12. Svartsjölandet, 82 km2
13. Hertsön, 73 km2
14. Alnön, 67 km2
15. Ekerön, 67 km2
16. Tosterön, 66 km2
17. Ingarö, 66 km2
18. Ljusterö, 62 km2
19. Torsö, 62 km2
20. Ammerön, 59 km2
21. Kållandsö, 56 km2
22. Hemsön, 54 km2
23. Mörkö, 51 km2
24. Ornö, 48 km2
25. Hammarön, 48 km2
26. Bolmsö, 42 km2
27. Härnön, 41 km2
28. Frösön, 41 km2
29. Gotska Sandön, 36 km2
30. Vätö, 34 km2
31. Lidingö, 30 km2
32. N Finnö och Yxnö, 26 km2
33. Adelsö, 26 km2
34. Visingsö, 25 km2
35. Vindö och Djurö, 25 km2
36. Sandön, 24 km2
37. Singö, 24 km2
38. Torö, 24 km2
39. Ängesön, 24 km2
40. Holmön, 23 km2
41. Fågelbrolandet, 23 km2
42. Rånön, 23 km2
43. Obbolaön, 23 km2
44. Utö, 23 km2
45. Lovön, 23 km2
46. Södra Muskö, 22 km2
47. Sollerön, 22 km2
48. Blidö, 21 km2
49. Torpön, 21 km2
50. Storön, 21 km2
51. Ängsön, 21 km2

## As ilhas com mais população
FONTE: Instituto Nacional de Estatística da Suécia (SCB) - De 50 största öarna (As 50 maiores ilhas) 
1. Södertörn-Nacka,	797 334
2. Hisingen, 134 000
3. Gotland, 56 000
4. Värmdö, 54 000
5. Kungsholmen, 48 000
6. Lidingö, 43 000
7. Öland, 24 000
8. Hertsön, 22 000
9. Ekerön, 14 800
10. Hammarön, 14 500
11. Orust, 14 300
12. Tjörn, 13 600

## Outras ilhas conhecidas
- Adelsö
- Björkö (Birka)
- Brännö
- Frösön
- Gotska Sandön
- Helgö
- Lidingö
- Mjältön
- Stora Karlsö
- Ven
- Visingsö
- Öckerö

## Ilhas dos diferentes condados
| - Blekinge - Hanö - Hasslö - Dalarna - Sollerön - Gotland - Asunden - Aurgrunn - - Iggön - Limön - Halland - Nidingen - Jämtland - Ammerön - Andersön - - Verkön - Norderön - Jönköping - Visingsö - Kalmar - Blå Jungfrun - Händelöp - - Bolmsö - Helgö - Norrbotten - Holmen (Råneå) - Kataja - - Hertsön | - Skåne - Hallands Väderö - Ivön - - Årsta Holmar - Ägnö - Uppsala - Gräsö - Örskär - - Storskäret | - Västerbotten - Holmöarna - Norrbyskär - Obbolaön - Västernorrland - Alnön - Hemsön - - Trysunda - Ulvön - Västra Götaland - Amundö - Bassholmen - - Åstol - Öckerö - Östergötland - Esterön - Fläsklösen |